# Período refractario
En la sexualidad humana, se conoce principalmente como período refractario o periodo de refracción a la fase de recuperación que ocurre después de que un varón ha experimentado una eyaculación y la pérdida de la erección. Este periodo se caracteriza generalmente por una disminución del apetito sexual, hipersensibilidad genital (incluso incomodidad ante la estimulación), y un estado de relajación y somnolencia. Después de este periodo, el sujeto puede reanudar un nuevo período de excitación, erección, orgasmo y eyaculación.
La mujer no experimenta el período refractario de la misma manera que el hombre. La fatiga generada después de uno o varios orgasmos puede hacerle perder el interés en continuar la actividad sexual.
El período refractario del varón continúa siendo un tema de discusión y debate dentro del campo de la salud sexual. Existen hombres que pueden tener multiorgasmos y orgasmos secos logrando evitar el período refractario o reduciendo el mismo al mínimo sin perder la erección.Además el período refractario no ocurre generalmente después de orgasmos por estimulación de la próstata.

## Metabolismo
Tras la evacuación del semen, el sistema nervioso parasimpático libera una serie de neurotransmisores que contraen el músculo liso del pene y liberan norepinefrina, serotonina, oxitocina, vasopresina, óxido nítrico y prolactina, entre otras sustancias químicas. Al producirse una represión de la dopamina, efectuada por el aumento de los niveles de la hormona prolactina, se producen sensaciones de saciedad, falta de deseo y somnolencia. A menor liberación de los receptores dopamínicos y mayor producción de prolactina, mayor duración del período refractario.

#### Factores que inciden
Si bien son varios los factores que se relacionan con la naturaleza del periodo de refracción (estado anímico, nivel de actividad sexual, estrés, estado físico, alimentación, etc.), existen tendencias generales como las vinculadas al grupo etario: mientras que los adolescentes pueden requerir unos minutos para recuperar la excitación, los adultos pueden necesitar horas y, los ancianos, días.